# Frawitas (patriarcha Konstantynopola)
Frawitas, gr. Φραβίτας (zm. w marcu 490) – patriarcha Konstantynopola w latach 489–490.

## Życiorys
Urząd patriarchy sprawował od grudnia 489 do marca 490 r. Był eunuchem, powołanym na urząd przez cesarza Zenona. Jest świętym Kościoła prawosławnego, jego święto przypada 18 lutego. 